# What Can I Say (Dead by April-låt)
What Can I Say är Dead by Aprils andra singel från deras första album Dead By April. Singeln släpptes den 16 september 2009. Den omfattar tre stycken låtar. "What Can I Say", samt en radioversion av låten, där screamo vocalerna är ersatta med rena och låten "My Saviour". Singeln släpptes bara till Europa.
CD singel
| Nr | Titel                       | Kompositör                   | Längd |
| -- | --------------------------- | ---------------------------- | ----- |
| 1. | What Can I Say              | Pontus Hjelm                 | 3:08  |
| 2. | What Can I Say (Radio Edit) | Pontus Hjelm                 | 3:04  |
| 3. | My Saviour                  | Pontus Hjelm/Jimmie Strimell | 3:12  |

## Banduppsättning
- Jimmie Strimell - Sång
- Pontus Hjelm - Gitarr, sång, keyboard
- Johan Olsson - Gitarr
- Marcus Wesslén - Elbas
- Alexander Svenningson - Trummor

## Ranking
| Country | Position |
| ------- | -------- |
| Sweden  | 38       |